# Janet Baker
Dame Janet Baker (Hatfield, 21 agosto 1933) è un mezzosoprano inglese.

## Biografia e percorso artistico
Dame Janet Baker ha frequentato lo York College for Girls e poi la Wintringham Girls' Grammar School di Grimsby.
Nei suoi primi anni ha lavorato in una banca e, nel 1953, a Londra, dove ha studiato con Meriel St Clair e Helene Isepp. Investita da un autobus, nel 1956, ha subìto una commozione cerebrale ed una lesione alla schiena persistente e dolorosa.
Nel 1956, ha fatto il suo debutto sul palcoscenico con la Oxford University Opera Club come Miss Róza in The Secret di Smetana. Quell'anno, ha anche fatto il suo debutto al Glyndebourne Festival Opera. Nel 1959 ha cantato Eduige in Rodelinda (opera) al Haendel Opera Society; altri ruoli di Haendel sono stati Ariodante (opera) (1964), di cui ha poi fatto una registrazione con Raymond Leppard ed Orlando (1966), che ha cantato al Barber Institute di Birmingham.
Con l'English Opera Group a Aldeburgh, ha cantato Didone ed Enea di Purcell nel 1962, Polly Peachum (ne L'opera del mendicante di Benjamin Britten diretta dal compositore) a Edimburgo nel 1963 e Lucrezia (in The Rape of Lucretia di Britten). 
A Glyndebourne è apparsa di nuovo come Dido (1965 con la London Philharmonic Orchestra e 1966), Diana / Giove ne La Calisto di Francesco Cavalli con Ileana Cotrubaș nel 1970 e Penelope ne Il ritorno d'Ulisse in patria di Monteverdi nel 1972. 
Per la Scottish Opera ha cantato Dorabella in Così fan tutte di Mozart nel 1967, Dido nella prima rappresentazione integrale nel King's Theatre di Glasgow di "Les Troyens" di Berlioz nel 1969, Octavian in Der Rosenkavalier di Richard Strauss con Helga Dernesch nel 1971, il Compositore in Ariadne auf Naxos nel 1975, Dido in Dido and Aeneas di Purcell e Savitri di Gustav Holst nel 1978 ed il ruolo di Orfeo in Orfeo ed Euridice (Gluck) nel 1979. Quest'ultimo è stato considerato il suo ruolo fondamentale e lo ha cantato in molte produzioni ed in una performance videoregistrata a Glyndebourne.
Nel 1963 canta nella prima rappresentazione nel Grand Théâtre des Champs-Élysées di Parigi di "The Beggar's Opera" di Johann Christoph Pepusch nel rifacimento di Britten.
Nel 1966 ha fatto il suo debutto nel ruolo di Ermia in Sogno di una notte di mezza estate (opera) alla Royal Opera House, Covent Garden di Londra ed ha continuato a cantare Kate Julian in  Owen Wingrave di Britten nel 1973, Vitellia ne La clemenza di Tito diretta da Colin Davis nel 1974, Cressida in Troilus and Cressida di William Walton nel 1976, Idamante nell'Idomeneo, re di Creta di Mozart nel 1978 ed il ruolo del titolo in Alceste (Gluck) (1981). Per l'English National Opera nel Coliseum Theatre di Londra, ha cantato il ruolo di Poppea ne L'incoronazione di Poppea di Monteverdi (1971), Charlotte in Werther (opera) Massenet ed i ruoli di in Maria Stuarda (opera) di Donizetti nel maggio 1982 e di Giulio Cesare (Haendel).
Sempre nel 1966 avviene il suo debutto americano in un recital nella Town Hall di New York.
Tra le sue realizzazioni più importanti sono le registrazioni di Angel in Il sogno di Geronte di Elgar, con Sir John Barbirolli, nel dicembre 1964 e Sir Simon Rattle più di venti anni più tardi, Sea Pictures di Elgar e Rückert-Lieder di Mahler del 1965, anche registrato con Barbirolli ed anche, del 1965, la prima registrazione commerciale di "Christmas Oratorio" di Ralph Vaughan Williams e di "Hodie" con Sir David Willcocks.
Nel 1970 è Kate nella ripresa televisiva della BBC nel Maltings Theatre a Snape di "Owen Wingrave" diretta dal compositore.
Nel 1971 è Kate nella première radiotelevisiva nella Broadcasting House Concert Hall della BBC di Londra di "Owen Wingrave" di Britten diretta dal compositore.
Nel 1976 ha cantato nella prima esecuzione assoluta, nel Maltings Theatre di Snape, di "Phaedra", scritta per lei da Britten, e il ciclo di canzoni "From the Diary of Virginia Woolf" di Dominick Argento, scritta per la voce della Baker. È stata anche molto apprezzata per le sue interpretazioni della Rapsodia per Contralto (op. 53) di Brahms, dei Wesendonck-Lieder di Wagner e delle canzoni da solista del repertorio francese, tedesco ed inglese.
Nel 1976 debutta al Teatro alla Scala di Milano come Vitellia nella prima rappresentazione di La clemenza di Tito nella trasferta del Royal Opera House, Covent Garden.
Nel 1979 tiene un recital al Grand Théâtre di Ginevra.
Janet Baker è stata anche una valente interprete in ambito liederistico; si ricorda per esempio una bellissima incisione dei Vier ernste Gesänge e una scelta di altri Lieder di Johannes Brahms, con André Previn al pianoforte (etichetta Angel). Sempre di Brahms è rimasta celebre la sua interpretazione della Rapsodia per Contralto, coro maschile e orchestra.
L'ultima apparizione di Dame Janet Baker è stata come Orfeo in Orfeo ed Euridice di Gluck, il 17 luglio 1982 a Glyndebourne. Ha pubblicato un libro di memorie, Full Circle, nel 1982.  Nel 1991, la Baker fu eletta Rettore dell'Università di York.  Ha ricoperto la carica fino al 2004.
È stata insignita del titolo di Commendatore dell'Ordine dell'Impero Britannico nel 1970 e nominata Dama di Commenda (DBE) nel 1976. È stata nominata membro del Order of the Companions of Honour (CH) nel 1993. Ha ricevuto il Premio musicale Léonie Sonning di Danimarca nel 1979. Questo è il più alto onore che la Società può conferire a un collega musicista.
Ha sposato (James) Keith Shelley nel 1957 a Harrow.

## Repertorio
| Ruolo           | Titolo                        | Autore     |
| --------------- | ----------------------------- | ---------- |
| Romeo Montecchi | I Capuleti e i Montecchi      | Bellini    |
| Dido            | Les Troyens                   | Berlioz    |
| Béatrice        | Béatrice et Bénédict          | Berlioz    |
| Lucretia        | The Rape of Lucretia          | Britten    |
| Ermia           | A Midsummer Night's Dream     | Britten    |
| Kate Julian     | Owen Wingrave                 | Britten    |
| Diana Giove     | La Calisto                    | Cavalli    |
| Maria Stuarda   | Maria Stuarda                 | Donizetti  |
| Orfeo           | Orfeo ed Euridice             | Gluck      |
| Alceste         | Alceste                       | Gluck      |
| Giulio Cesare   | Giulio Cesare                 | Händel     |
| Eduige          | Rodelinda                     | Händel     |
| Orlando         | Orlando                       | Händel     |
| Ariodante       | Ariodante                     | Händel     |
| Charlotte       | Werther                       | Massenet   |
| Penelope        | Il ritorno d'Ulisse in patria | Monteverdi |
| Poppea          | L'incoronazione di Poppea     | Monteverdi |
| Idamante        | Idomeneo, re di Creta         | Mozart     |
| Dorabella       | Così fan tutte                | Mozart     |
| Vitellia        | La clemenza di Tito           | Mozart     |
| Dido            | Dido and Aeneas               | Purcell    |
| Octavian        | Der Rosenkavalier             | Strauss    |
| Der Komponist   | Ariadne auf Naxos             | Strauss    |

## Discografia parziale
- Bach, Passione Matteo (sel.) - Richter/Mathis/Baker/Schreier, 1980 Archiv Produktion
- Bach, Arias - Dame Janet Baker/Sir Neville Marriner - EMI - Grammy Award per Best Classical Vocal Solo 1978
- Bach, Mass in B Minor, BWV 232 - Agnes Giebel/Dame Janet Baker/Franz Crass/Hermann Prey/New Philharmonia Orchestra/Nicolai Gedda/Otto Klemperer, 1968 EMI Great Recordings of the Century
- Bach, Mass in B Minor - Academy of St. Martin In the Fields/Academy of St. Martin in the Fields Chorus/Dame Janet Baker/Margaret Marshall/Robert Tear/Samuel Ramey/Sir Neville Marriner, 1978 Philips
- Bach, Cantatas - Consortium Musicum/Dame Janet Baker/Dame Joan Sutherland/Elly Ameling/Geraint Jones/Wolfgang Goennenwein, EMI
- Bach & Handel: Solo Cantatas & Vocal Works - Dame Janet Baker/Sir Neville Marriner, EMI
- Beethoven: Missa Solemnis, Mass Op. 86 - Carlo Maria Giulini/Dame Janet Baker/Elly Ameling/Hans Sotin/Heather Harper/London Philharmonic Orchestra/Marius Rintzler/New Philharmonia Chorus/Robert Tear/Theo Altmeyer, EMI
- Bellini, I Capuleti e I Montecchi - Beverly Sills/Dame Janet Baker/Giuseppe Patane/New Philharmonia Orchestra/Nicolai Gedda, EMI
- Berlioz, Romeo et Juliette - Dame Janet Baker/The Philadelphia Orchestra/Westminster Choir, EMI
- Berlioz: Nuits d'été, Op. 7 - Dame Janet Baker/London Symphony Orchestra/New Philharmonia Orchestra/Sir Alexander Gibson/Sir John Barbirolli, EMI
- Berlioz: Les Nuits d'été - La Mort de Cléopâtre - Les Troyens (Excerpts) - Alexander Gibson/Dame Janet Baker/Gwynne Howell/London Symphony Orchestra/New Philharmonia Orchestra/Sir John Barbirolli, EMI Great Artists of the Century
- Berlioz, L'Enfance du Christ - Dame Janet Baker/Eric Tappy/Jules Bastin/London Symphony Orchestra/Sir Colin Davis/Sir Thomas Allen/The John Alldis Choir, 1977 Philips
- Berlioz, Béatrice et Bénédict - Dame Janet Baker/Jules Bastin/London Symphony Orchestra/Sir Colin Davis, 1978 Philips
- Brahms, Four Serious Songs op. 121 - Two Songs for Alto and Viola op. 91, con altri otto Lieder (Janet Baker, André Previn, con Cecil Aronowitz, viola). LP Angel, 1978.
- Britten, The Rape of Lucretia - Phaedra - Benjamin Britten/Dame Janet Baker/English Chamber Orchestra/Heather Harper/John Shirley-Quirk/Sir Peter Pears/Steuart Bedford, Decca
- Britten: Spring Symphony, Four Sea Interludes - André Previn/Dame Janet Baker/London Symphony Chorus/London Symphony Orchestra/Robert Tear/Sheila Armstrong/St. Clement Danes School Boys' Choir, 1986 EMI
- Elgar, The Dream of Gerontius - City of Birmingham Symphony Orchestra/Dame Janet Baker/Sir Simon Rattle, 1987 EMI
- Gluck, Opera Arias - Dame Janet Baker/English Chamber Orchestra/Raymond Leppard, 1976 Philips
- Handel, Ariodante - Dame Janet Baker/English Chamber Orchestra/James Bowman/London Voices/Norma Burrowes/Raymond Leppard, 1979 Philips
- Haydn: Nelson Mass - Vivaldi: Gloria in D - Handel: Zadok the Priest - Academy of St. Martin In the Fields/Choir of King's College, Cambridge/Dame Janet Baker/Elizabeth Vaughan/English Chamber Orchestra/Helen Watts/London Symphony Orchestra/Sir David Willcocks/Sylvia Stahlman/Tom Krause/Wilfred Brown, Decca
- Mahler, Lied von der Erde - Haitink/CGO/Baker/King, 1975 Philips
- Mahler, Kindertotenlieder - Dame Janet Baker/Hallé/New Philharmonia Orchestra/Sir John Barbirolli - 1967 EMI - Grammy Award per Best Classical Vocal Solo 1976
- Mahler: Orchestral Songs - The Song of the Earth - Bernard Haitink/Dame Janet Baker/Hermann Prey/James King/Jessye Norman/John Shirley-Quirk/Royal Concertgebouw Orchestra, Philips
- Mendelssohn, Schumann & Liszt: Lieder - Geoffrey Parsons/Dame Janet Baker, EMI
- Mozart, Così fan tutte - Davis/Royal Opera House Orchestra/Caballé/Baker/Cotrubas/Gedda, 1974 Philips - Grammy Award per Best Opera Recording 1976
- Mozart, La Clemenza di Tito - Chorus of the Royal Opera House, Covent Garden/Dame Janet Baker/Lucia Popp/Orchestra of the Royal Opera House, Covent Garden/Sir Colin Davis/Stuart Burrows/Yvonne Minton, 1977 Philips
- Purcell, Dido and Aeneas (Legends Series) - Anthony Lewis/Catherine Wilson/Dame Janet Baker/English Chamber Orchestra/Monica Sinclair/Patricia Clark/Raimund Herincx/The St. Anthony Singers, 1962 Decca
- Purcell: The Fairy Queen, Dido & Aeneas - Aldeburgh Festival Strings/Ambrosian Opera Chorus/Benjamin Britten/Dame Janet Baker/English Chamber Orchestra/Jennifer Vyvyan/Sir Peter Pears/Steuart Bedford, Decca
- Schoenberg: Gurrelieder, Suite for String Orchestra - Alexander Young/Dame Janet Baker/Janos Ferencsik/Julius Patzak/Martina Arroyo/Norman Del Mar/Royal Philharmonic Orchestra, 1974 EMI
- Schubert, Lieder - Dame Janet Baker/Geoffrey Parsons/Gerald Moore, EMI
- Tippett, A Child of our Time etc - BBC Choral Society/BBC Singers/BBC Symphony Orchestra/Dame Janet Baker/Jessye Norman/John Shirley-Quirk/Richard Cassilly/Sir Colin Davis, Decca
- Verdi, Requiem - Quattro Pezzi Sacri (Four Sacred Pieces) - Carlo Maria Giulini/Christa Ludwig/Dame Janet Baker/Elisabeth Schwarzkopf/Nicolai Gedda/Nicolai Ghiaurov/Philharmonia Chorus/Philharmonia Orchestra, EMI Great Recordings of the Century
- Vaughan Williams: Hodie, Fantasia on Christmas Carols - Dame Janet Baker/London Symphony Orchestra/Sir David Willcocks, 1988 EMI
- Baker - Philips & Decca Recordings 1961-1979 (Original Masters) - Dame Janet Baker, Decca
- The Art of Janet Baker, Decca
- Baroque and Pre-Baroque Masterworks: Monteverdi, Scarlatti, Bach, Handel - Dame Janet Baker, The Great EMI Recordings
- French Mélodies: Berlioz, Ravel, Chausson, Duparc, Fauré, Debussy - Dame Janet Baker, The Great EMI Recordings
- German Lieder: Schubert, Mendelssohn, Schumann, Brahms - Dame Janet Baker, The Great EMI Recordings
- German Lieder: Liszt, Wolf, Mahler, Strauss - Dame Janet Baker, The Great EMI Recordings
- The Very Best Of Janet Baker - EMI

## DVD & BLU-RAY parziale
- Mahler, Sinf. n. 1, 2 e 3 - Bernstein/Baker/Ludwig, 1972/1974 Deutsche Grammophon